# Take a Chance on Me
«Take a Chance on Me» (рабочее название: «Billy Boy») — песня, записанная в 1977 году шведской группой ABBA. Она стала вторым синглом из альбома The Album и попала во множество последующих сборников, таких как ABBA Gold: Greatest Hits.

## История
Песня была написана в 1977 году Бенни Андерссоном и Бьорном Ульвеусом, вокальные партии исполнили Агнета Фэльтскуг и Анни-Фрид Лингстад. Вероятно, это был один из первых синглов ABBA, в создании текста которого менеджер группы Стиг Андерсон нисколько не участвовал, окончательно передав эти функции Андерссону и Ульвеусу. Замысел песни принадлежит Ульвеусу. Он увлекался бегом, и во время пробежек он напевал себе под нос нечто вроде «tck-a-ch», что впоследствии в песне стало звучать как «take-a-chance». Второй стороной сингла послужила песня «I’m a Marionette», которая, как и «Thank You for the Music» наряду с «I Wonder (Departure)» (B-side для их предыдущего сингла «The Name of the Game»), должна была стать часть мини-мюзикла под названием The Girl with the Golden Hair («Девушка с золотыми волосами»), планировавшегося группой к изданию, но затем положенного на полку.
«Take a Chance on Me» стала одной из наиболее успешных песен ABBA. Выпущенная в январе 1978 года, она провела 3 недели на первой строчке британских чартов, а также стала № 1 в хит-парадах Австрии, Фламандском регионе Бельгии, Ирландии и Мексики, а также пробилась в топ-3 хит парадов Родезии (ныне Зимбабве), Нидерландов, Швейцарии, ФРГ и даже США, где песня превзошла по числу продаж наиболее успешную на тот момент «Dancing Queen» (но, в отличие от последней, так и не достигнув № 1, остановившись на третьей позиции). «Take a Chance on Me» также попала в «горячую десятку» ЮАР, Канады, Норвегии и Франции.
Как и многие другие синглы группы, «Take a Chance on Me» распространялся по миру, порой, с различным оформлением обложки и музыкальным наполнением. Как правило, на обратной стороне пластинки располагалась композиция «I’m a Marionette», но бывали и исключения, как например, югославское издание сингла, отличавшееся и обложкой и би-сайдом. Английские, португальские, индийские выпуски внешне также отличались от шведского оригинала.

## Список композиций
| №  | Название              | Автор(ы)                       | Длительность |
| -- | --------------------- | ------------------------------ | ------------ |
| 1. | «Take a Chance on Me» | Бенни Андерссон, Бьорн Ульвеус | 4:05         |

| №  | Название           | Автор(ы)                       | Длительность |
| -- | ------------------ | ------------------------------ | ------------ |
| 1. | «I’m a Marionette» | Бенни Андерссон, Бьорн Ульвеус | 3:54         |

## Участники записи
Список составлен в соответствии с информацией базы данных Discogs.
ABBA:
- Агнета Фальтског — вокал
- Анни-Фрид Лингстад — вокал
- Бенни Андерсон — клавишные, синтезатор, вокал
- Бьорн Ульвеус — акустическая гитара, электрогитара, вокал

Приглашённые музыканты:
- Рутгер Гуннарссон — бас-гитара
- Роджер Палм[швед.] — ударные[12]
- Маландо Гассама[англ.] — перкуссия

Технический персонал:
- Бенни Андерсон — музыкальный продюсер
- Бьорн Ульвеус — музыкальный продюсер
- Майкл Третов — звукоинженер
- Барри Левин — фотограф

## Позиции в хит-парадах
Еженедельные чарты:
| Хит-парад (1978)                    | Высшая позиция | Пребывание в чарте |
| ----------------------------------- | -------------- | ------------------ |
| Австралия (Kent Music Report)       | 12             | нет данных         |
| Австрия (Ö3 Austria Top 40)         | 1              | 20 недель          |
| Бельгия/Фландрия (Ultratop 50)      | 1              | 11 недель          |
| Великобритания (UK Albums Chart)    | 1              | 10 недель          |
| Ирландия (IRMA)                     | 1              | 10 недель          |
| Канада (RPM Adult Contemporary)     | 7              | нет данных         |
| Канада (RPM Singles Chart)          | 3              | 22 недели          |
| Нидерланды (Dutch Top 40)           | 2              | 9 недель           |
| Нидерланды (Single Top 100)         | 2              | 9 недель           |
| Новая Зеландия (Recorded Music NZ)  | 14             | 10 недель          |
| Норвегия (VG-lista)                 | 8              | 6 недель           |
| Родезия (Rhodesian Singles Chart)   | 2              | 19 недель          |
| США (Billboard Adult Contemporary)  | 9              | 16 недель          |
| США (Billboard Hot 100)             | 3              | 18 недель          |
| США (Cash Box Top 100)              | 5              | 19 недель          |
| Финляндия (Suomen virallinen lista) | 18             | нет данных         |
| ФРГ (Offizielle Top 100)            | 3              | 25 недель          |
| Швейцария (Schweizer Hitparade)     | 3              | 16 недель          |
| ЮАР (Springbok)                     | 6              | 10 недель          |

Годовые чарты:
| Хит-парад (1978)                     | Позиция |
| ------------------------------------ | ------- |
| Австралия (Kent Music Report)        | 109     |
| Бельгия/Фландрия (Ultratop Flanders) | 23      |
| Великобритания (Gallup Poll)         | 9       |
| Канада (RPM Year-End)                | 55      |
| Нидерланды (Dutch Top 40)            | 51      |
| Нидерланды (Buma/Stemra)             | 10      |
| США (Billboard Top Popular Singles)  | 32      |
| ФРГ (Jahrescharts Deutschland)       | 48      |
| Швейцария (Schweizer Hitparade)      | 10      |

## Сертификации
| Регион | Сертификация | Продажи    |
| --- | ------------ | ---------- |
| Великобритания (BPI) | Платиновый   | 600 000    |
| Дания (IFPI Danmark) | Золотой      | 45 000     |
| Канада (Music Canada) | Золотой      | 75 000^    |
| Кения | —            | 10 000     |
| Португалия | —            | 20 000     |
| США (RIAA) | Золотой      | 1 000 000^ |
| США · цифровой релиз | —            | 234 000    |
| Итого |              |            |
| Мир · физические продажи | —            | 2 000 000  |
| ^ Данные о тиражах приведены только на основе сертификации. · Данные о продажах + прослушиваниях приведены только на основе сертификации. |              |            |

## Некоторые кавер-версии
- В 1992 году английский синти-поп дуэт Erasure включил кавер-версию этой песни в свой 4-х трековый EP Abba-esque. Эта версия, 5 недель возглавлявшая британский хит-парад синглов, выгодно отличалась рагга-вставкой рэпа в исполнении MC Kinky. Участники Erasure Винс Кларк и Энди Белл воспроизвели также и знаменитый видеоклип ABBA, скопировав основной видеоряд ролика 1978 года. При этом роль Фэльтскуг исполнял Кларк, а Лингштад — Энди Белл.
- Шведская студийная рок-группа The Black Sweden включила эту композицию в свой трибьют-альбом Gold. В этой версии совмещены мелодическая линия оригинала и рифф, взятый из песни Metallica — «Enter Sandman».
- На трибьют-альбоме A Tribute to ABBA эта песня звучала в версии немецкой пауэр-метал-группы Rough Silk.
- Немецкая AC/DC-трибьют группа Riff Raff записала версию песни в AC/DC-стиле для своего диска 2006 года Rock ’N’ Roll Mutation Vol. 1: Riff Raff Performs ABBA.

## Упоминания в других произведениях
- Песня включена как в мюзикл Mamma Mia!, так и в его экранизацию. В последней её исполняют Джули Уолтерс и Стеллан Скарсгард.